# Common Open Software Environment

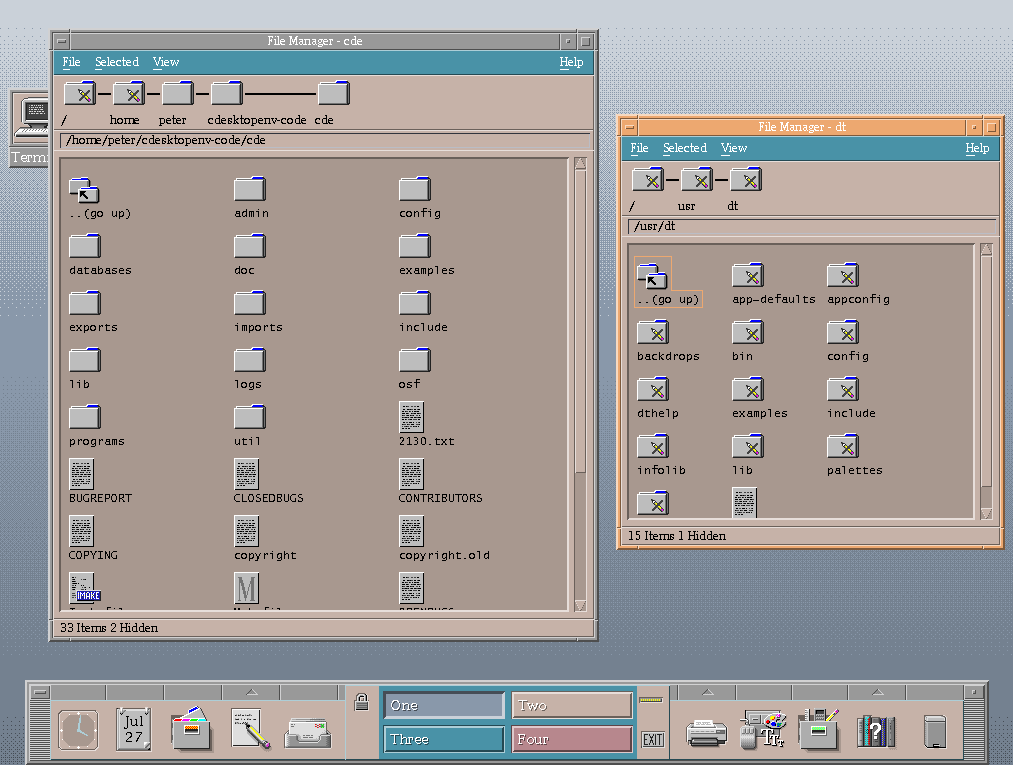
De Common Desktop Environment, een onderdeel van het COSE-initiatief

De Common Open Software Environment (COSE) was een initiatief dat in maart 1993 werd opgericht door de belangrijkste Unix-leveranciers van die tijd om open, uniforme standaarden te creëren voor besturingssystemen.

## Achtergrond
Het COSE-proces werd opgezet in een tijd waarin de Unixoorlogen een belemmering waren geworden voor de groei van Unix. Microsoft, dat al dominant was op de zakelijke desktop, begon zijn pijlen te richten op twee Unix-bolwerken: technische werkstations en datacenters. Bovendien zag Novell zijn NetWare-installatiebasis gestaag eroderen ten gunste van op Microsoft gebaseerde netwerken. Als onderdeel van een aanpak om Microsoft te bestrijden vormde Novell een Unix-gerelateerd partnerschap met AT&T, bekend als Univel.
In tegenstelling tot eerdere pogingen om Unix te unificeren, onderscheidde COSE zich op twee manieren: het was niet opgericht als tegenreactie op een andere groep Unix-leveranciers en het was meer gericht op het maken van standaarden voor bestaande technologieën dan op het creëren van nieuwe oplossingen vanaf nul.
De stichtende leden (bekend als "The Big Six" of "SUUSHI") waren The Santa Cruz Operation, Unix System Laboratories, Univel, Sun Microsystems, Hewlett-Packard en IBM.
Deze bedrijven vertegenwoordigden de belangrijke leveranciers van Unix-hardware en -besturingssystemen van die tijd, evenals de houders van het Unix-merk en de van AT&T afgeleide broncode. Ze vertegenwoordigden ook bijna alle belangrijke spelers in de twee belangrijkste Unix-kampen van eind jaren 80 en begin jaren 90: de Open Software Foundation (OSF) en Unix International (UI). Een opvallende afwezige was OSF-medeoprichter Digital Equipment Corporation. Digital gaf uiteindelijk zijn goedkeuring aan het COSE-proces in juni 1993.
De aangekondigde aandachtsgebieden van COSE waren: een gemeenschappelijke desktopomgeving, netwerken, graphics, multimedia, objectgebaseerde technologie en systeembeheer. Op 1 september 1993 werd ook aangekondigd dat de COSE-leden een uniforme Unix-specificatie ontwikkelden met de steun van meer dan 75 bedrijven.

## Single UNIX Specification
In tegenstelling tot OSF of UI was het doel van het COSE-initiatief niet om één enkel besturingssysteem te creëren of te promoten. Hun aanpak was om in plaats daarvan de OS-interfaces te onderzoeken en te documenteren die al in gebruik waren door toenmalige Unix-softwareleveranciers. Deze resulterende lijst, oorspronkelijk bekend als "Spec 1170", evolueerde tot wat nu bekendstaat als de Single UNIX Specification.
Spec 1170 (geen link met de SPEC-benchmarkingorganisatie) werd vernoemd naar de resultaten van de eerste COSE-poging om te bepalen welke Unix-interfaces daadwerkelijk in gebruik waren. Inspectie van een groot aantal toenmalige Unix-toepassingen leverde 1170 van dergelijke systeem- en bibliotheekaanroepen op. Zoals verwacht kon worden bleef het werkelijke aantal gecatalogiseerde interfaces in de loop van de tijd groeien.
Het beheer van de specificatie werd toevertrouwd aan X/Open. In oktober 1993 werd aangekondigd dat het UNIX-handelsmerk, dat op dat moment eigendom was van Novell, zou worden overgedragen aan X/Open. Deze ontwikkelingen betekenden dat het UNIX-merk niet langer gebonden was aan één broncode-implementatie. Elk bedrijf kon nu een OS-versie creëren die voldeed aan de UNIX-specificatie zodat die in aanmerking kwam voor het UNIX-merk.

## Common Desktop Environment
Naast de standaardisatie en het verruimen van het UNIX-merk was het meest opvallende product van het COSE-initiatief de Common Desktop Environment (CDE). CDE was een op X11 gebaseerde gebruikersomgeving die gezamenlijk werd ontwikkeld door HP, IBM en Sun, met een interface en productiviteitstools gebaseerd op de grafische widget-bouwset Motif van OSF.

## Andere aandachtsgebieden
Hoewel het COSE-proces wat betreft de gebruikersomgeving en het besturingssysteem zelf een proces van unificatie was, werd op de andere aangekondigde gebieden besloten om bestaande technologieën van beide kampen te onderschrijven in plaats van er één te kiezen. De aangekondigde richting voor netwerken was bijvoorbeeld dat alle deelnemers OSF's DCE, UI's ONC+ en een NetWare-client zouden verkopen, leveren en ondersteunen.
Andere gebieden werden in zeer brede termen behandeld. Voor objectgebaseerde technologie werd CORBA genoemd als de onderliggende technologie, maar de implementatiemethode werd overgelaten aan de individuele bedrijven.

## Nalatenschap
In maart 1994 kondigden UI en OSF hun fusie aan tot een nieuwe organisatie, die de naam OSF behield. Het COSE-initiatief werd de basis van het "Pre-Structured Technology" (PST)-proces van de nieuwe OSF. Deze inspanningen werden uiteindelijk de verantwoordelijkheid van The Open Group, een entiteit die werd gevormd door de fusie van de nieuwe OSF en X/Open in 1996.
Uiteindelijk was het belangrijkste product van het COSE-proces de creatie van een universeel erkende enkele UNIX-standaard en een onafhankelijke organisatie om deze te beheren. Het markeerde het einde van Sun's OPEN LOOK grafische omgeving ten gunste van een op Motif gebaseerde desktop, waarbij deze laatste tegelijkertijd een standaard werd in plaats van een propriëtaire bouwset. Hoewel het minder impact had op de andere standaardisatiegebieden die het oorspronkelijk wilde aanpakken, had het niettemin een grote invloed op de toekomst van Unix, die zich uitstrekte tot ver voorbij de 12 maanden van zijn onafhankelijke bestaan.